# Morte e Vida Severina
Morte e Vida Severina é um livro de poema regionalista e modernista do escritor brasileiro João Cabral de Melo Neto, escrito entre 1954 e 1955 e publicado em 1955.
A obra narra o sofrimento enfrentado por Severino apresentando um poema dramático que relata a dura trajetória de um migrante sertanejo (retirante) em busca de uma vida mais fácil e favorável na capital pernambucana.

## Adaptações

### Teatro
Adaptada como peça teve sua primeira encenação, autorizada pelo autor, no final da década de 1950, pelo vanguardista grupo Norte Teatro Escola do Pará.
Em 1965, Roberto Freire, diretor do teatro TUCA da PUC de São Paulo pediu ao então muito jovem Chico Buarque que musicasse a obra, encenada no palco com trinta estudantes e centenas de outros na retaguarda. Desde então sua presença no teatro brasileiro tem sido constante, tendo a referida peça se tornado um sucesso, inclusive, recebendo premiação num festival universitário de Nancy, na França (le Quatrième Festival Mondial du Théatre Universitaire), onde foi encenada em 25 de abril de 1966, tendo ali sido bem recebida pela crítica, com destaque em publicações no "Le Figaro" e no "Le Monde".
Em 1966, a peça encenada pelo Teatro da Universidade Católica de São Paulo - TUCA foi lançada em Long Play (LP) pela gravadora PHILIPS, e distribuído pela Companhia Brasileira de Discos.

### Cinema e televisão
A obra foi parcialmente adaptada ao cinema em 1977, por Zelito Viana com participação de, entre outros José Dumont no papel de Severino, Sebastião Vasconcelos como Mestre Carpina e Tânia Alves.
A TV Globo produziu, em 1981, uma versão especial em teleteatro com José Dumont e Elba Ramalho

### Desenho Animado
Morte e Vida Severina em Desenho Animado é uma versão audiovisual da obra prima de João Cabral de Melo Neto, adaptada para os quadrinhos pelo cartunista Miguel Falcão. Preservando o texto original, a animação é 3D.
Em preto e branco, fiel à aspereza do texto e aos traços dos quadrinhos, a animação narra a dura caminhada de Severino, um retirante nordestino, que migra do sertão para o litoral pernambucano em busca de uma vida melhor.

## Sinopse
O RETIRANTE EXPLICA AO LEITOR QUEM É E A QUE VAI

O meu nome é Severino,

não tenho outro de pia.

Como há muitos Severinos,

que é santo de romaria,

deram então de me chamar

Severino de Maria;

como há muitos Severinos

com mães chamadas Maria,

fiquei sendo o da Maria

do finado Zacarias.

Mas isso ainda diz pouco:

há muitos na freguesia,

por causa de um coronel

que se chamou Zacarias

e que foi o mais antigo

senhor desta sesmaria.

Como então dizer quem falo

ora a Vossas Senhorias?

Vejamos: é o Severino

da Maria do Zacarias,

lá da serra da Costela,

limites da Paraíba.

Mas isso ainda diz pouco:

se ao menos mais cinco havia

com nome de Severino

filhos de tantas Marias

mulheres de outros tantos,

já finados, Zacarias,

vivendo na mesma serra

magra e ossuda em que eu vivia.

Somos muitos Severinos

iguais em tudo na vida:

na mesma cabeça grande

que a custo é que se equilibra,

no mesmo ventre crescido

sobre as mesmas pernas finas

e iguais também porque o sangue,

que usamos tem pouca tinta.

E se somos Severinos

iguais em tudo na vida,

morremos de morte igual,

mesma morte severina:

que é a morte de que se morre

de velhice antes dos trinta,

de emboscada antes dos vinte

de fome um pouco por dia

(de fraqueza e de doença

é que a morte severina

ataca em qualquer idade,

e até gente não nascida).

Somos muitos Severinos

iguais em tudo e na sina:

a de abrandar estas pedras

suando-se muito em cima,

a de tentar despertar

terra sempre mais extinta,

a de querer arrancar

alguns roçado da cinza.

Mas, para que me conheçam

melhor Vossas Senhorias

e melhor possam seguir

a história de minha vida,

passo a ser o Severino

que em vossa presença emigra.

―João Cabral de Melo Neto

## Gênero
O poema é narrativo com seu gênero predominantemente lírico, mas com presença dramática. Consiste em duas partes: antes de chegar em Recife e depois. Antes de chegar chamamos de caminho ou fuga da morte; e depois em o presépio ou encontro da vida.
O poema é feito em redondilha maior (sete sílabas métricas).

## Primeira apresentação
A primeira representação de Morte e Vida Severina se deu com um grupo de teatro do Pará em 1957. A peça foi ensaiada e montada pela primeira vez em Belém pelo grupo Norte Teatro Escola e depois foi levada para o I Festival Nacional de Teatro de Estudantes, em Recife (1957), sendo promovido por Paschoal Carlos Magno. A montagem foi premiada, tendo o ator Carlos Miranda, intérprete de Severino, obtido o primeiro prêmio como revelação de ator..

## O espaço
O espaço possui um movimento de deslocamento: o retirante faz a travessia da Caatinga, passando pelo Agreste, para a Zona da Mata, até chegar ao Recife, ou seja, sai da serra, mais especificamente da Serra da Costela, e vai para o litoral (mangue). Durante esse deslocamento em buscas da vida, depara-se com tantas mortes e miséria que pensa em se atirar no rio onde ele se encontrava e apressar a própria morte.  A história é narrada em primeira pessoa, pelo personagem Severino e é composta de monólogos e diálogos com outros personagens.